# Lysimachia chenopodioides
Lysimachia chenopodioides là một loài thực vật có hoa trong họ Anh thảo. Loài này được Watt ex Hook. f. mô tả khoa học đầu tiên năm 1882.